# Modène
Modène ist eine französische Gemeinde mit 461 Einwohnern (Stand 1. Januar 2022) im Département Vaucluse in der Region Provence-Alpes-Côte d’Azur.

## Geografie
Modène ist eine kleine Gemeinde am Fuße des Mont Ventoux, etwa acht Kilometer nordöstlich von Carpentras. Südlich des Ortszentrums entlang fließt die Mède (auch: Vallon des Paillasses), die an den Hängen des Mont Ventoux entspringt und nach 34,8 Kilometern Länge in die Sorgue mündet. Das Gemeindegebietes gehört zum Regionalen Naturpark Mont-Ventoux. Nachbargemeinden sind Caromb im Westen, Mazan im Süden, Saint-Pierre-de-Vassols und Crillon-le-Brave im Osten, sowie Malaucène im Norden.

## Geschichte
Im 8. Jahrhundert ließen sich Mönche des Benediktiner-Ordens in der Gegend nieder. Im 12. und 13. Jahrhundert herrschten die Familien Rainoard und Mormoiron über den Ort. 1230 wird das Dorf unter dem Namen Maudena urkundlich erwähnt.
Seit dem 19. Jahrhundert werden auf den umliegenden Feldern Maulbeeren angepflanzt und Weinbau betrieben.

### Einwohnerentwicklung
| Jahr      | 1962 | 1968 | 1975 | 1982 | 1990 | 1999 | 2006 | 2017 |
| --------- | ---- | ---- | ---- | ---- | ---- | ---- | ---- | ---- |
| Einwohner | 168  | 163  | 174  | 217  | 252  | 275  | 374  | 453  |

## Sehenswürdigkeiten
Der nahezu kreisrunde Dorfkern mit der Mairie im Zentrum wird von einer Wohnmauer geschützt und ist durch ein altes Eingangstor im Süden zugänglich. Dieses wird von einem schmiedeeisernen Glockenturm überragt und dient gleichzeitig als Uhrturm. Gleich daneben befindet sich die Kirche Notre-Dame-de-Liesse. Sehenswert sind auch die gepflasterten Straßen und die Überreste einer ehemaligen Befestigungsanlage.
Am Dorfrand befindet sich ein Brunnen (Brunnen der vier Jahreszeiten) und ein in Privatbesitz befindliches, sehr gut erhaltenes Schöpfrad (Noria).
|  |  |